# Нижнее Турмышево
Ни́жнее Ту́рмышево (чув. Анат Тӑрмӑш) — деревня в Батыревском районе Чувашской Республики. Входит в состав Шаймурзинского сельского поселения.

## География
Находится в юго-восточной части Чувашии на расстоянии приблизительно 14 км на запад-юго-запад по прямой от районного центра села Батырево.

## История
Основана в XVII веке переселенцами из Сундырской волости Кокшайского уезда (ныне Мариинско-Посадского района). Упоминается с 1721 года, когда здесь проживало 63 жителя мужского пола. В 1795 году учтено 26 дворов и 110 жителей, в 1869 264 жителя, в 1897 65 дворов и 394 жителя, в 1926 107 дворов и 596 жителей, в 1939 692 жителя, в 1979 году 606. В 2002 году 134 двора, в 2010—115 домохозяйств. В годы коллективизации образован колхоз «Атал», в 2010 году работало ООО «Агрофирма „Знамя“».

## Население
Население составляло 387 человек (чуваши 99 %) в 2002 году, 316 в 2010.